# Halidamia
Halidamia är ett släkte av steklar som beskrevs av Benson 1939. Halidamia ingår i familjen bladsteklar.
Släktet innehåller bara arten Halidamia affinis.